# AOL 메일
AOL 메일(AOL Mail)은 AOL이 제공하는 웹 기반 메일 서비스이다. Gmail, 윈도 라이브 핫메일, 야후! 메일과 경쟁하고 있다. AIM이라는 이름은 AOL 인스턴트 메신저, AOL의 인스턴트 메시징 프로그램을 대표한다. AOL 메일은 무료이며 사용자 정의 도메인을 위한 전자 우편 주소를 만드는 옵션도 제공한다.

## 기능
AOL 메일은 아무런 비용 없이 다음의 기능을 이용할 수 있다.
- 무제한 용량
- 25 메가바이트 파일 첨부 용량
- 스팸, 바이러스 보호
- 철자 검사
- 새로운 AIM 패널
- 도메인 : @aol.com (기본), @love.com, @ygm.com, @games.com, @wow.com

광고는 전자 우편 계정을 작업하는 동안 표시된다. 사용자들은 IMAP과 POP3 기능을 지원하는 전자 우편 프로그램(마이크로소프트 아웃룩, 모질라 선더버드, 애플 메일 등)을 사용하여 편지를 읽고 보낼 수도 있다.

## 같이 보기
- 웹 메일